# Izotopy livermoria
Livermorium (116Lv) je umělý prvek, v přírodě se nevyskytuje. Prvním objeveným izotopem bylo v roce 2000 293Lv.
Je známo 5 izotopů livermoria, s nukleonovými čísly 289 až 293, a také izotop 294Lv, jehož existence nebyla potvrzena; nejstabilnější (z izotopů, jejichž poločas přeměny je znám) je 293Lv s poločasem přeměny přibližně 53 milisekund (u 294Lv se předpokládá poločas kolem 54 ms), všechny ostatní mají poločas kratší než 40 milisekund.

## Seznam izotopů
| symbol nuklidu | Z(p) | N(n) | hmotnost izotopu (u) | poločas přeměny | způsob(y) přeměny | produkt(y) přeměny | jaderný spin |
| -------------- | ---- | ---- | -------------------- | --------------- | ----------------- | ------------------ | ------------ |
| 289Lv          | 116  | 173  | 289,198 16(57)       |                 |                   |                    |              |
| 290Lv          | 116  | 174  | 290,198 64(71)       | 15 +26 -6 ms    | α                 | 286Fl              | 0            |
| 291Lv          | 116  | 175  | 291,201 08(66)       | 6,3 +116 -2 ms  | α                 | 287Fl              |              |
| 292Lv          | 116  | 176  | 292,201 74(91)       | 18 +16 -6 ms    | α                 | 288Fl              | 0            |
| 293Lv          | 116  | 177  | 293,204 49(60)       | 53 +62 -19 ms   | α                 | 289Fl              |              |
| 294Lv          | 116  | 178  |                      | 54 ms ?         | α ?               | 290Fl              | 0            |